# Базилевич Костянтин Васильович
Костянти́н Васи́льович Базиле́вич (1892, Київ — 3 березня 1950, Москва) — радянський історик. 
Народився в сім'ї військового педагога. Закінчив авіашколу та артилерійське училище в Санкт-Петербурзі. 
Учасник 1-ї світової війни, був одним з перших російських військових льотчиків. У 1918 добровольцем пішов до Червоної Армії.
1922 року закінчив Московський університет. 
З 1935 — професор цього університету і Вищої партійної школи при ЦК ВКП(б) (з 1939). 
З 1936 до 1950 — старший науковий співробітник Інституту історії АН СРСР. Досліджував здебільшого історію Російської централізованої держави. Базилевич також автор праць з історії російського воєнного мистецтва, історії пошти та профспілкового руху. Базилевич брав участь у створенні підручників з історії СРСР для середньої школи і вузів.

## Наукові праці
- Базилевич К. В. Крупное торговое предприятие в Московском государстве в первой половине XVII в. Л., 1933

- Базилевич К. В. Русское военное искусство. М.: Воениздат НКО СССР, 1944. 24 с.

- Базилевич К. В. Борьба русского народа с польско-шведской интервенцией в начале XVII века. Минин и Пожарский. М.: Воениздат (В помощь преподавателю дивизионной школы партийного актива) 1946 г.

- Базилевич К. В. Пётр I — государственный деятель, преобразователь, полководец (В помощь преподавателю дивизионной школы партийного актива). М.: Воениздат Министерства вооруженных сил СССР, 1946. 56 с.

- Базилевич К. В. История СССР. От древнейших времен до конца XVII века". 1950 г.

- Базилевич К. В. Внешняя политика Русского централизованного государства. Вторая половина XV века. М.: Издательство МГУ. 1952. 2-е изд. 2001

- Базилевич К. В., Бахрушин С. В., Фохт А. «История СССР». Учебник для 10 класса средней школы. Редактор А. М. Панкратова, М.: Государственное учебно-педагогическое издательство Министерства просвещения РСФСР. 1954 г.
- Базилевич К.В. Денежная реформа Алексея Михайловича и восстание в Москве в 1662 г. Москва-Ленинград: Издательство Академии Наук, 1936. 116 с.